# Eustrotia
Eustrotia é um gênero de traça pertencente à família Arctiidae.